# Mademoiselle Desroziers
Angélique Duval, dite Mademoiselle Desroziers, est une actrice française née en 1776 à Amiens et morte le 7 août 1807 à Paris.

## Biographie
Angélique Victoire Duval est la fille du comédien Nicolas Duval dit Armand Desroziers et de son épouse Françoise Waranquien. 
Elle débute à l'Odéon le 21 avril 1798 dans Andromaque. Après l'incendie du théâtre de l'Odéon elle rejoint le théâtre Feydeau. Elle joue pour la première fois à la Comédie française en interprétant le rôle de Clarice dans le Menteur de Corneille. Elle est nommée 219e sociétaire le 23 mars 1804. Malade et très affectée par la perte d'un enfant elle se retire de la scène. Elle meurt à 31 ans, en 1807.

## Théâtre

### Hors Comédie-Française
- 1798 : Andromaque de Jean Racine, théâtre de l'Odéon

### Carrière à la Comédie-Française
Entrée en 1802
Nommée 228e sociétaire en 1804
- 1802 : L'Ami vrai (auteur anonyme), Comédie-Française : Mme d'Abligny
- 1802 : Le Jeu de l'amour et du hasard de Marivaux, Comédie-Française : Silvia
- 1802 : Eugénie de Beaumarchais, Comédie-Française : Eugénie
- 1802 : Tartuffe de Molière, Comédie-Française : Elmire
- 1804 : La Fausse honte de Charles de Longchamps, Comédie-Française : Mme Delcour
- 1804 : Les Dangers de l'absence de Jean-Baptiste Pujoulx, Comédie-Française : Mme de Florvile
- 1804 : Les Deux Figaro de Honoré-Antoine Richaud-Martelly, Comédie-Française : la comtesse
- 1804 : Le Misanthrope de Molière, Comédie-Française : Arsinoé
- 1805 : L'Homme à sentiments de Louis-Claude Chéron de La Bruyère, Comédie-Française : Mme Gercour
- 1805 : Madame de Sévigné de Jean-Nicolas Bouilly, Comédie-Française : la maréchale de Villars
- 1805 : Amélie Mansfield de Louis François Marie Bellin de La Liborlière : Mme de Woldemar